# Жуковский, Семён Борисович
Семён Бори́сович Жуко́вский (14 декабря 1896, Киев — 25 января 1940, Москва) — деятель советских органов госбезопасности. С января по октябрь 1938 года занимал должность заместителя наркома внутренних дел СССР по хозяйственной части. Депутат Верховного Совета РСФСР 1 созыва.

## Биография
Родился в еврейской семье, отец был учителем. В 1915 году окончил Киевское коммерческое училище. С 1916 года на службе в армии, в запасных частях. После Февральской революции 1917 года в мае месяце поступил в Киевское военное училище, был выпущен в октябре того же года в звании прапорщика. Будучи курсантом училища в августе 1917 года вступил в РСДРП(б).

## Участие в Гражданской войне
В период с октября и по декабрь 1917 года Жуковский служил в Таганроге в запасном пехотном полку. В декабре 1917 года Жуковский оставил службу в армии и вернулся в Киев. Здесь до апреля 1918 года работал в газетах «Пролетарская жизнь» и «Известия» . После оккупации Киева германскими войсками был арестован, но вскоре оккупационные власти освободили его из под стражи. После того как контроль над Киевом перешел к Красной Армии Жуковский в марте — августе 1919 года служил заместителем губернского военкома. После этого начался его быстрый карьерный рост в политорганах Красной Армии: в период с августа 1919 года и по февраль 1920 Жуковский — заместитель начальника политотдела 4-й армии Туркестанского фронта, в феврале — июне 1920 года он — начальник политотдела 2-й Трудовой армии, в июне 1920 года — марте 1921 года — начальник политотдела Управления формирований Юго-Западного фронта в Киеве.

## Партийный аппаратчик
Весной 1921 года Жуковский был демобилизован из Красной Армии и направлен в Ташкент на пост заведующего отделом агитации и пропаганды ЦК КП(б) Туркестана. Уже октябре 1921 года Жуковский вновь в Красной Армии, он до апреля 1922 исполняет должность начальника политуправления Балтийского флота. В мае 1922 года Жуковский уже в Москве, в аппарате ЦК и ЦКК РКП(б) — ВКП(б), он — секретарь В. В. Куйбышева до марта 1924 года. Одновременно с этой работой Жуковский учился на химическом факультете МВТУ.

## Карьера в правительстве
С 1924 года Жуковский работал в правительстве сначала в Народном комиссариате путей сообщения в должности заместителя председателя правления А/О «Транспорткож», затем в ВСНХ СССР в должности заместителя заведующего иностранным отделом. В период с 1925 по 1928 год Жуковский работал уполномоченным ВСНХ при советском торгпредстве в Германии. Затем с 1928 по 1931 год Жуковский возглавлял А/О «Цветметимпорт».
В 1932—1933 годах Жуковский работал заместителем торгпреда СССР в Берлине одновременно являясь членом Коллегии Наркомвнешторга СССР. В 1933—1934 годах Жуковский занимал должность заместителя начальника импортного управления Наркомвнешторга СССР.
В 1934 году на XVII съезде ВКП(б) Жуковский был избран членом Комиссии партийного контроля при ЦК ВКП(б), где он возглавлял группу внешних сношений.

## Сотрудник Н. И. Ежова
Жуковский был в числе людей, которых Н. И. Ежов хорошо знал по работе в партаппарате, и так он оказался в «команде» Н. И. Ежова, когда тот стал наркомом внутренних дел. В октябре 1936 года Жуковский был направлен на службу в НКВД, где первоначально с 16 октября 1936 года занимал должность начальника Административно-хозяйственного управления НКВД СССР, затем с июля 1937 года — заместитель начальника 3-го (контрразведывательного) отдела ГУГБ НКВД, с июля 1937 года — начальник 12-го отдела (оперативная техника) ГУГБ НКВД.
С января по октябрь 1938 года Жуковский занимал должность заместителя наркома внутренних дел СССР по хозяйственной части.
Однако уже в начале 1938 года Ежов начал терять контроль над НКВД, и Жуковский оказался в числе первых сподвижников Ежова, которых Сталин «убрал» из НКВД: 3 октября 1938 года Жуковский получил назначение начальником Риддерского полиметаллического комбината. Однако к месту нового назначения Жуковский выехать не успел и уже 22 октября 1938 года был арестован органами НКВД.
Тогда же, в октябре 1938 года Жуковский был исключён из партии по обвинению в троцкизме решением Комиссии партийного контроля при ЦК ВКП(б), членом которой он ещё недавно являлся сам. Вероятно, Сталин помнил, что во время партийной дискуссии 1923 года Жуковский голосовал за резолюции сторонников Троцкого. В январе 1940 года Военной коллегией Верховного суда СССР приговорён к высшей мере наказания, и на следующий день после вынесения приговора 24 января 1940 года расстрелян.
Реабилитирован в 1955 году.

## Награды
- Медаль «XX лет РККА» 22.02.1938
- Знак «Почетный работник ВЧК—ГПУ (XV)» 09.05.1938

## Семья
Был женат дважды.
- Первая жена — ? Сын — Владимир Семёнович Жуковский.
- Вторая жена — Елена Георгиевна Жуковская родилась в 1906 году в г. Николаеве. Получила образование на химфаке МВТУ, где и познакомилась с будущим мужем. Окончила аспирантуру в Физико-химическом институте имени Л. Я. Карпова (руководитель — академик А. Н. Фрумкин), после назначения С. Б. Жуковского заместителем торгпреда в Германии продолжила работу в Берлине в Институте физической химии и электрохимии при Обществе кайзера Вильгельма. По возвращении в Москву работала по специальности в Военной академии химической защиты на кафедре генерала М. М. Дубинина. После ареста мужа также была арестована и находилась в лагерях ГУЛАГа (Севжелдорлаг) восемь лет.
- Дочь Наташа родилась в 1931 году. Сын Сергей родился в 1934 году. После ареста родителей дети остались на попечении родственников.